# NGC 2536

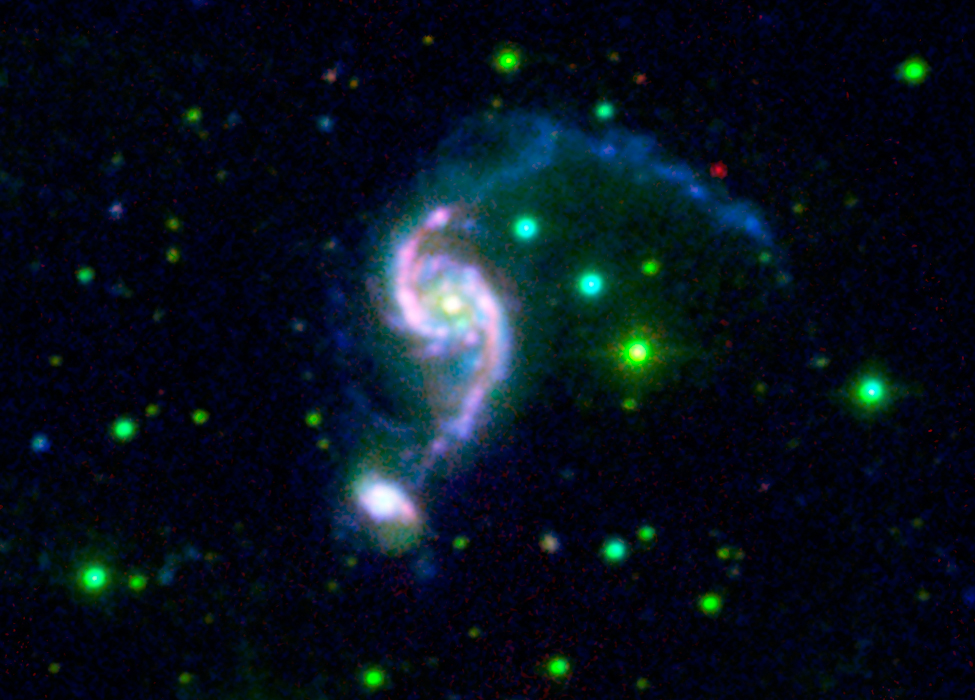
La galaxie à l'extrémité sud de NGC 2535 est NGC 2536.

NGC 2536 est une galaxie spirale barrée située dans la constellation du Cancer. NGC 2536 a été découverte par l'astronome français Édouard Stephan en 1877.

## Caractéristiques
Sa vitesse par rapport au fond diffus cosmologique est de 4 327 ± 16 km/s, ce qui correspond à une distance de Hubble de 63,8 ± 4,5 Mpc (∼208 millions d'al).
NGC 2536 est en interaction gravitationnelle avec la galaxie NGC 2535. Ces deux galaxies figurent au catalogue de Halton Arp sous le numéro 82.
La classe de luminosité de NGC 2536 est III et elle présente une large raie HI.

## Supernova
La supernova SN 2014ds a été découverte dans NGC 2536 le 11 octobre 2014 par Zhijian Xu et Xing Gao. Cette supernova était de type Ib.